# Platonea expansa
Platonea expansa är en mossdjursart som beskrevs av Osburn 1953. Platonea expansa ingår i släktet Platonea och familjen Tubuliporidae. Inga underarter finns listade i Catalogue of Life.